# 贝奥·斯内林克
贝奥·斯内林克（荷蘭語：Beau Snellink，2001年5月14日—），荷兰男子速度滑冰运动员，2021年世界速度滑冰锦标赛男子团体追逐赛金牌得主、2023年世界速度滑冰锦标赛男子团体追逐赛金牌得主。